# Gran Premio de Montreal 2011
La 2.ª edición del Gran Premio de Montreal fue una carrera carrera ciclista que se disputó el domingo 11 de septiembre de 2011, en un circuito en la ciudad de Montreal de 12,1 km que se recorrió en 17 oportunidades para totalizar 205,7 kilómetros.
La prueba perteneció al UCI WorldTour 2011 y fue la vigesimoquinta carrera de dicha competición.
En el recorrido del circuito en parte se circunvaló el parque Mont-Royal, lo que incluyó la ascensión al Mont-Royal. Esta subida de casi 2 kilómetros, tiene una pendiente media del 7,3 %
Contó con la participación de 22 equipos (los mismos del G. P. de Quebec), los 18 de categoría UCI ProTour (al ser obligada su participación), y 4 equipos de categoría Profesional Continental, invitados por la organización (Cofidis, le Crédit en Ligne, FDJ, Europcar y el SpiderTech). Cada equipo estuvo integrado por 8 ciclistas, excepto el Leopard Trek (tras la baja de Andy Schleck), Astana y Vacansoleil-DCM que lo hicieron con 7, formando así un pelotón de 173 unidades, llegando al final 112.
El vencedor fue el portugués Rui Costa del equipo Movistar, siendo acompañado en el podio por Pierrick Fédrigo (FDJ) y Philippe Gilbert (Omega Pharma-Lotto). El premio al mejor escalador fue para Danny Pate y por equipos fue para el Leopard Trek.

## Desarrollo

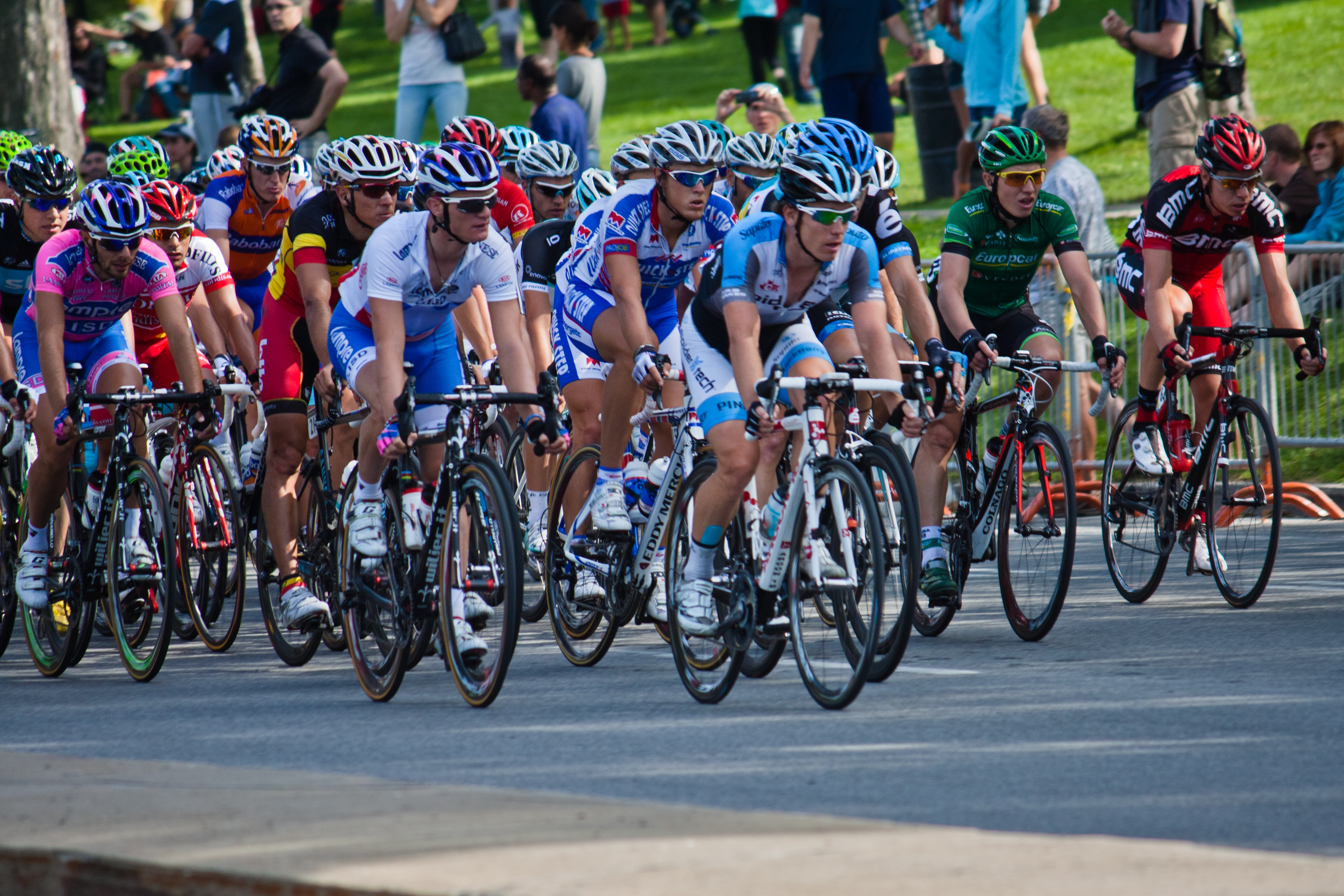

Una escapada en la cuarta vuelta de Danny Pate (HTC-Highroad), Danilo Di Luca (Katusha), Yukiya Arashiro (Europcar) y Anthony Geslin (FDJ) marcaron la primera parte de la carrera.
El líder del UCI WorldTour Philippe Gilbert durante la carrera se vio obligado a un cambio de bicicleta por un problema mecánico en el inicio de la quinta vuelta y en la sexta, debió cambiar nuevamente de bicicleta tras chocar contra una valla. Pero con la ayuda de sus compañeros Óscar Pujol y Maarten Neyens no tuvo problemas en reintegrarse al pelotón.
La escapada de los cuatro corredores aumentó la renta a 6'30". Pero la diferencia se redujo a 4 minutos durante las vueltas siete, ocho y nueve gracias al trabajo del Rabobank y el Sky. A falta de 5 vueltas la diferencia disminuyó a 2'45" y la escapada terminó a falta de 3 vueltas.
El fin de la escapada motivó a un nuevo grupo de 14 ciclistas a adelantarse. Éste estaba formado por Jean-Christophe Péraud (Ag2r La Mondiale), Svein Tuft (SpiderTech), David Veilleux (Europcar), Michael Barry (Sky), Tom Danielson (Garmin-Cervélo), Samuel Dumoulin (Cofidis, le Crédit en Ligne), Grégory Rast (RadioShack), Maarten Wynants (Rabobank), Danny Pate (HTC-Highroad), Cristiano Salerno (Liquigas-Cannondale), Gorazd Stangelj (Astana), Rui Costa (Movistar), Francesco Reda (QuickStep) y Johnny Hoogerland (Vacansoleil-DCM).
Atrás, Philippe Gilbert lanzó un ataque en el ascenso y fue seguido Robert Gesink (Rabobank) y Ryder Hesjedal (Garmin Cervélo). El pelotón se volvió a unir en el descenso, mientras la escapada de 14 hombres contaba con sólo 9" de ventaja.
Antes de comenzar la última vuelta la fuga llegó a su fin y en el último ascenso al Mont-Royal, Rui Costa lanzó su ataque. Varios ciclistas hicieron sus ataques hasta que tres corredores quedaron en cabeza de carrera, ellos eran Rui Costa, Pierrick Fédrigo y Stefan Denifl que a falta de 5 km para la meta contaban con apenas 7" sobre la cabeza del pelotón que era traído por Ryder Hesjedal.
Finalmente sólo Costa y Fedrigo lograron sostenerse ganando la carrera el portugués. Desde atrás y a sólo 2 segundos llegó Phillipe Gilbert para ocupar la tercera plaza de la carrera junto con su compañero Jürgen Roelandts y el otro sobreviviente de la fuga de tres, Stefan Denifl. La cabeza del pelotón ingresó a 4 segundos de Costa.

## Clasificación final
| \| Posición \| Ciclista \| Equipo \| Tiempo \| \| -------- \| ------------------- \| ------------------ \| ---------- \| \| 1. \| Rui Costa \| Movistar \| 5h 20' 18" \| \| 2. \| Pierrick Fédrigo \| FDJ \| m.t. \| \| 3. \| Philippe Gilbert \| Omega Pharma-Lotto \| + 2" \| \| 4. \| Jürgen Roelandts \| Omega Pharma-Lotto \| m.t. \| \| 5. \| Stefan Denifl \| Leopard Trek \| m.t. \| \| 6. \| Daniele Pietropolli \| Lampre-ISD \| + 4" \| \| 7. \| Marco Marcato \| Vacansoleil-DCM \| m.t. \| \| 8. \| Arthur Vichot \| FDJ \| m.t. \| \| 9. \| Rinaldo Nocentini \| Ag2r La Mondiale \| m.t. \| \| 10. \| Fabian Wegmann \| Leopard Trek \| m.t. \| |                     |                    |            |
| Posición | Ciclista            | Equipo             | Tiempo     |
| 1. | Rui Costa           | Movistar           | 5h 20' 18" |
| 2. | Pierrick Fédrigo    | FDJ                | m.t.       |
| 3. | Philippe Gilbert    | Omega Pharma-Lotto | + 2"       |
| 4. | Jürgen Roelandts    | Omega Pharma-Lotto | m.t.       |
| 5. | Stefan Denifl       | Leopard Trek       | m.t.       |
| 6. | Daniele Pietropolli | Lampre-ISD         | + 4"       |
| 7. | Marco Marcato       | Vacansoleil-DCM    | m.t.       |
| 8. | Arthur Vichot       | FDJ                | m.t.       |
| 9. | Rinaldo Nocentini   | Ag2r La Mondiale   | m.t.       |
| 10. | Fabian Wegmann      | Leopard Trek       | m.t.       |